# Pediasia persellus
Pediasia persellus is een vlinder uit de familie grasmotten (Crambidae). De wetenschappelijke naam is voor het eerst geldig gepubliceerd in 1947 door Toll.
De soort komt voor in Europa.